# Mitchell Building
El Mitchell Building es un edificio de seguros y banco ornamentado de cinco pisos diseñado por E. Townsend Mix en estilo Segundo Imperio y construido en 1876 en Milwaukee, la más grande del estado de Wisconsin (Estados Unidos). Fue agregado al Registro Nacional de Lugares Históricos en 1973.

## Historia
Alexander Mitchell era un inmigrante escocés que llegó a los Estados Unidos en 1839. En 1876 era un exitoso hombre de negocios: presidente del Wisconsin Marine and Fire Insurance Company Bank, el Chicago, Milwaukee & St. Paul Railroad y la Northwestern National Insurance Company. También había servido dos mandatos en la Cámara de Representantes de los Estados Unidos, en representación del cuarto distrito de Wisconsin . Alrededor de ese año encargó este nuevo edificio de oficinas para albergar su banco y compañías de seguros. Reemplazó el edificio anterior del Marine Bank de Mitchell y se cree que se encuentra en el sitio de la casa de Solomon Juneau, quien fundó Milwaukee en la década de 1830.
Mitchell contrató al destacado arquitecto de Milwaukee E. Townsend Mix para diseñar su nuevo edificio, y Mix llegó con un bloque rectangular de 5 pisos, en el entonces popular estilo del Segundo Imperio, con sus paredes del primer piso de granito gris de Minnesota y paredes superiores de piedra caliza., adornado con múltiples cornisas elaboradas y campanas de ventana, con un complejo techo abuhardillado y una ornamentada torre central. El contratista de mampostería John Roberts llevó a cabo el diseño de Mix. Francis A. Lydston decorado por dentro con frescos . Se decía que el interior era tan elaborado como el exterior, con pisos de mármol, friso y elegantes escaleras, pero gran parte de eso ha desaparecido con la remodelación.
Una vez finalizado en 1878, el banco y la compañía de seguros de Mitchell se instalaron en el edificio. El banco permaneció hasta 1930. En 1879 se inició la construcción del Mackie Building justo al lado, también construido por Mitchell, diseñado por E. Townsend Mix e incluido en el Registro Nacional de Lugares Históricos.
Hoy en día, el exterior del edificio Mitchell permanece intacto y es un ejemplo del estilo del Segundo Imperio en Milwaukee. 

## Galería

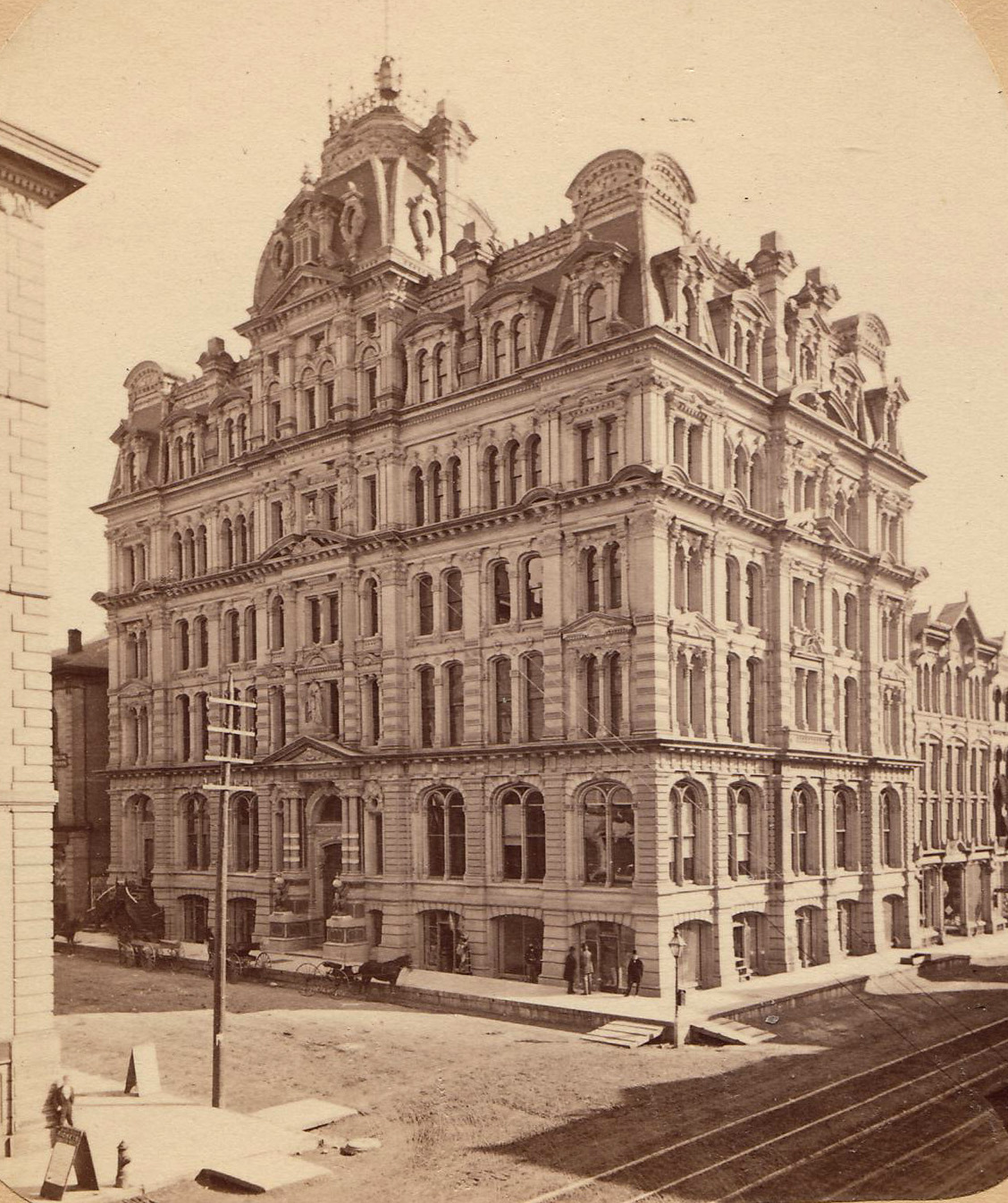
El edificio en sus inicios
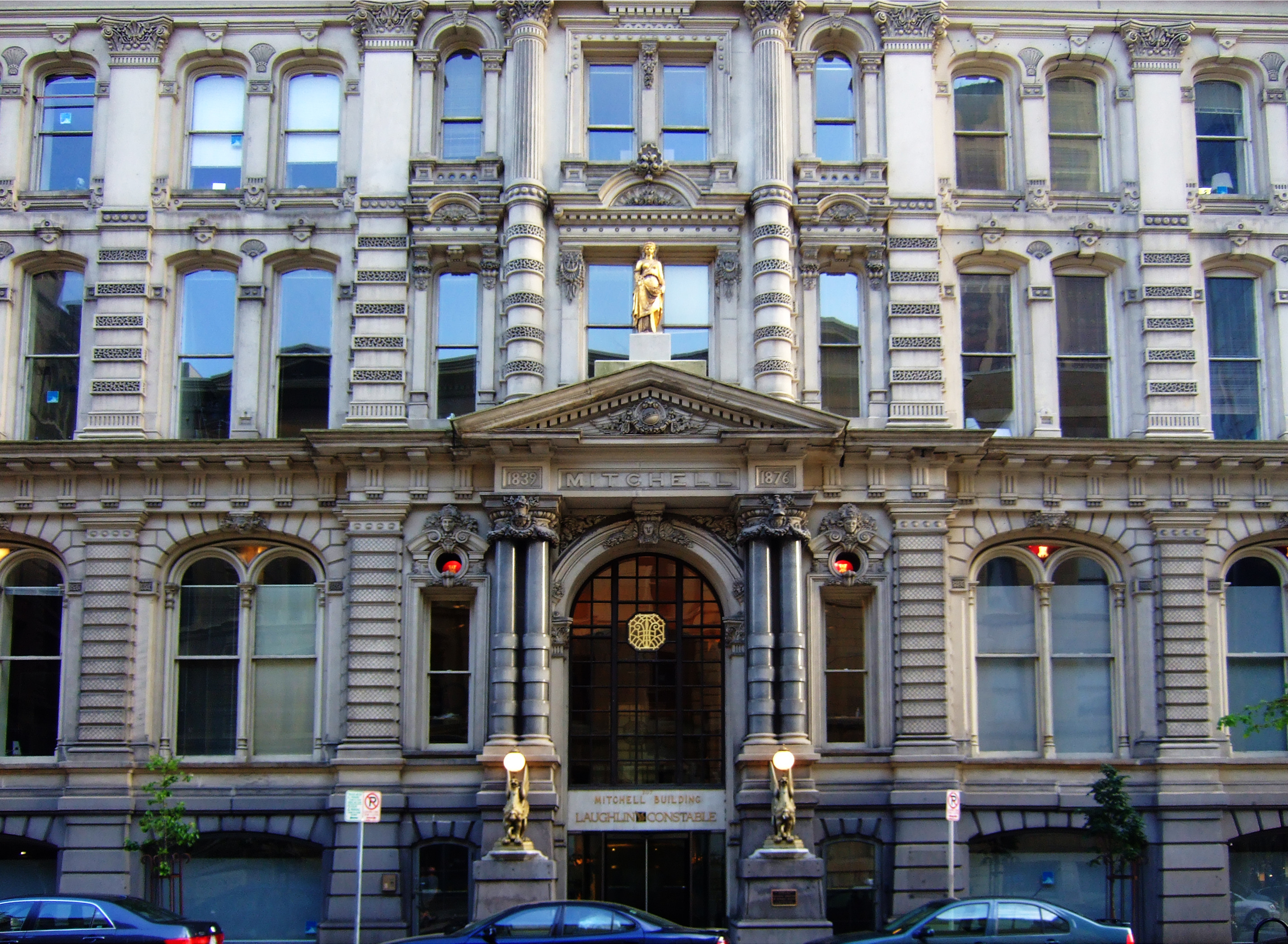
Entrada principal
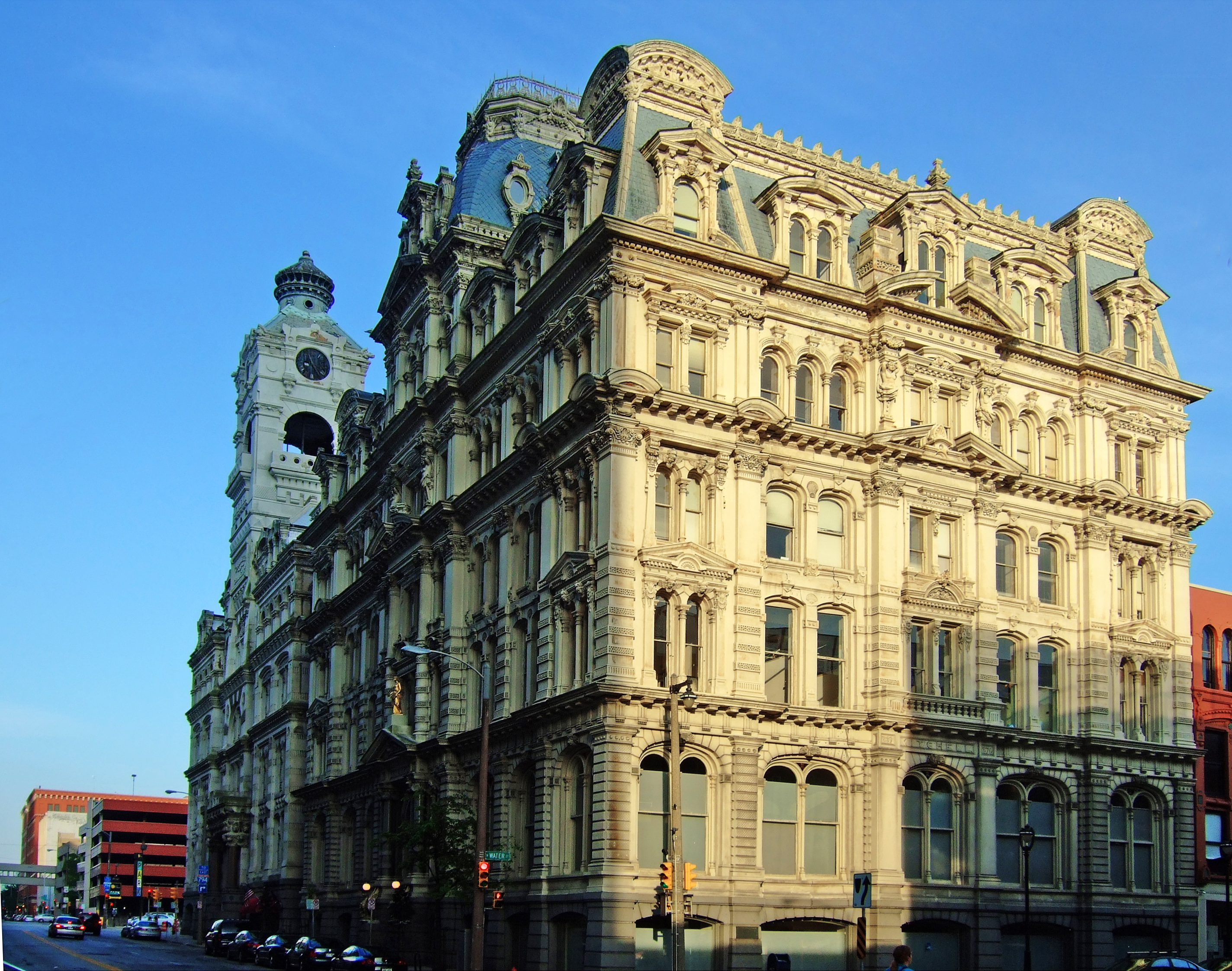
Vista lateral
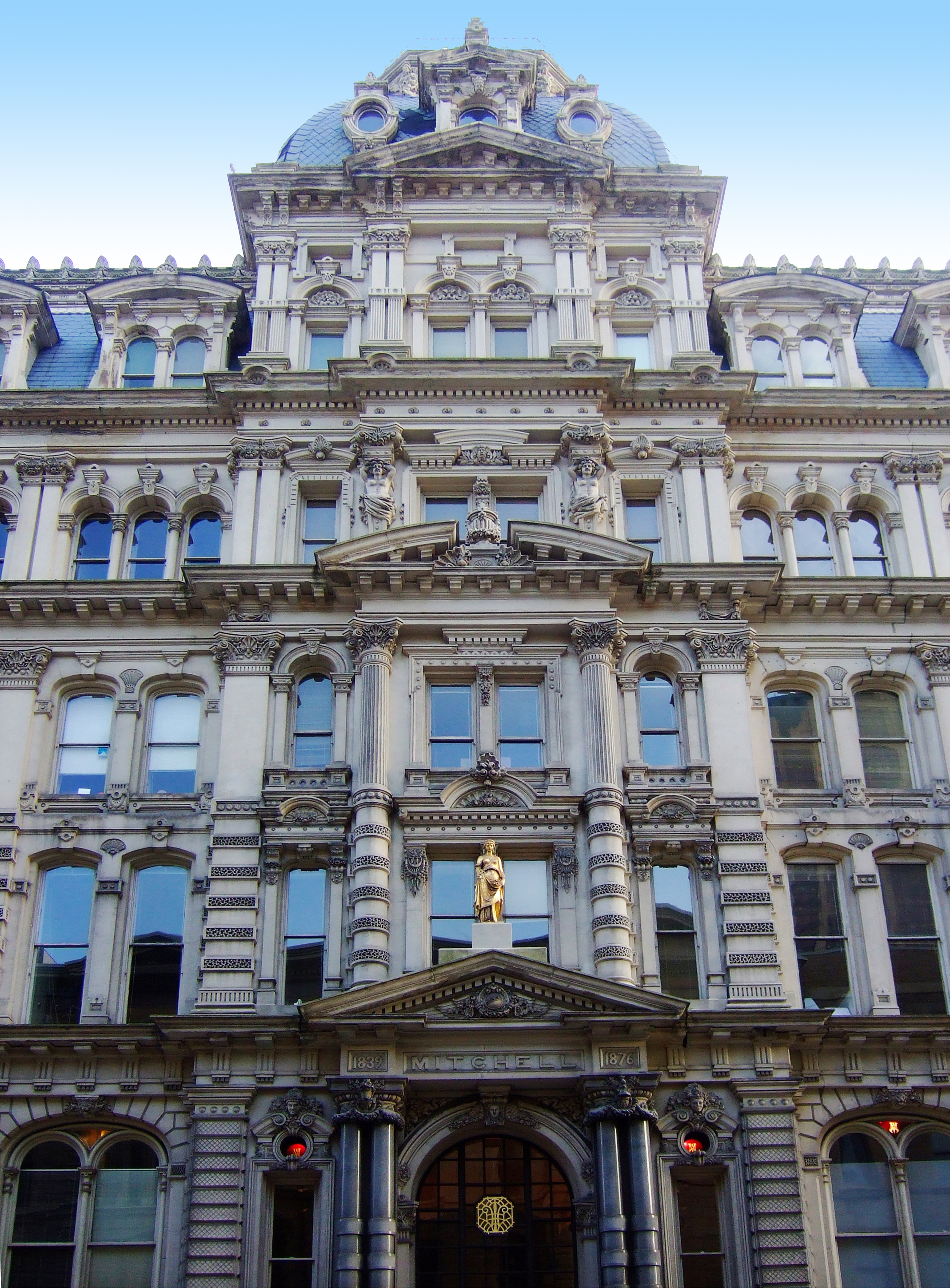
Fachada
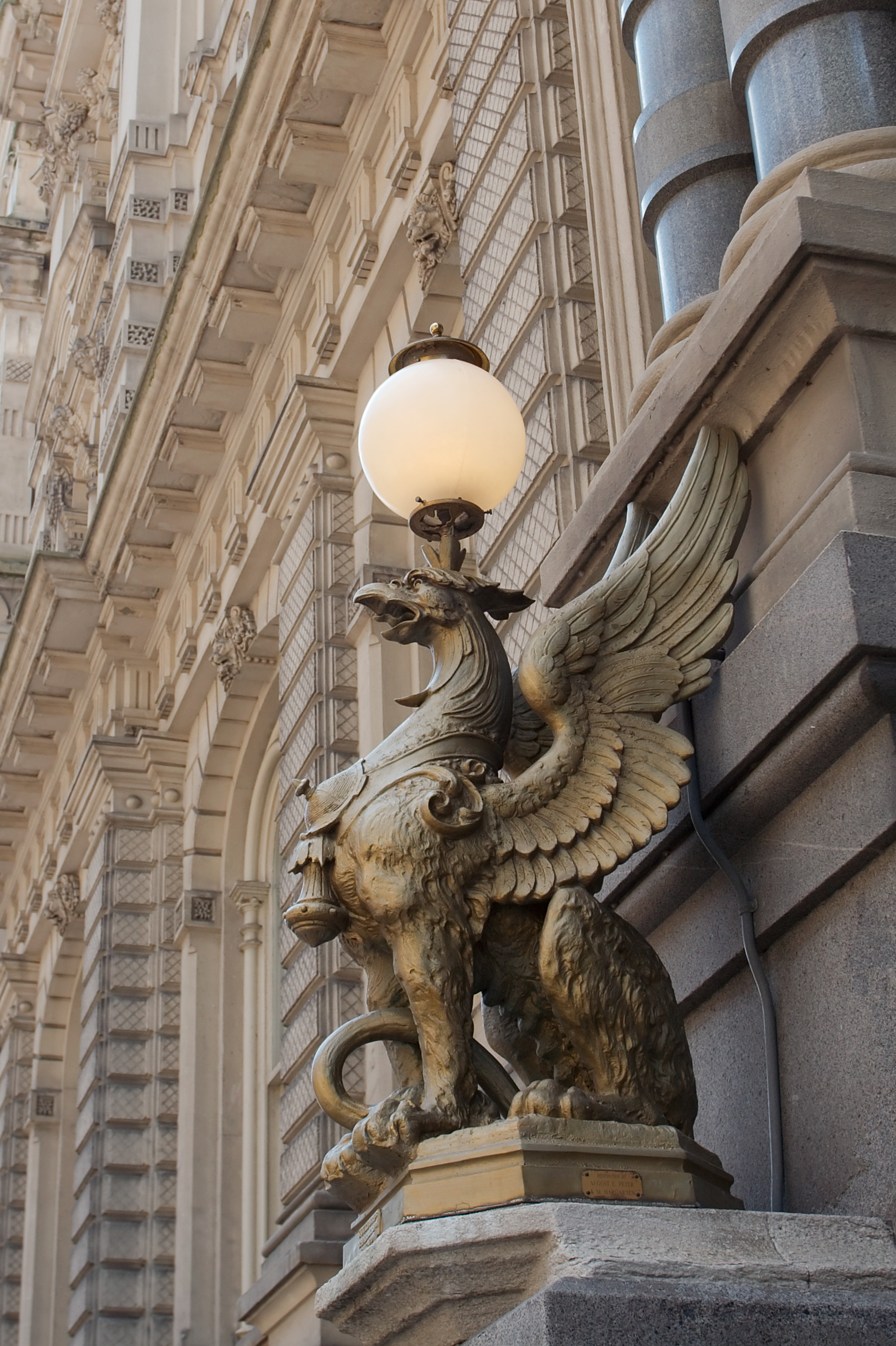
Esfinge